# 常木建男のオールナイトニッポン
常木建男のオールナイトニッポン （つねきたつおのオールナイトニッポン）は、ニッポン放送の深夜番組「オールナイトニッポン」で1967年10月～1968年9月にかけて放送されていたラジオ番組。

## 概要
1967年より、現在も放送されているオールナイトニッポンの初代のひとつ。他には糸居五郎、斉藤安弘、高岡尞一郎、今仁哲夫、高崎一郎らが担当した。

## パーソナリティ
- 常木建男 （ニッポン放送アナウンサー）

## 放送時間
- 毎週金曜日 25:00 - 29:00 （土曜未明1:00 - 5:00）※1967年10月～1968年9月

| オールナイトニッポン 金曜 | オールナイトニッポン 金曜                                 | オールナイトニッポン 金曜 |
| ------------------------- | --------------------------------------------------------- | ------------------------- |
| -                         | 常木建男のオールナイトニッポン 金曜 25:00 - 29:00常木建男 | 次担当梶幹雄              |